# Nanic Osterlind
Anders Allan Nanic Osterlind (Österlind), född 11 februari 1909 i Paris, död 27 juni 1943 i Paris, var en fransk konstnär.
Han var son till Anders Osterlind och Rachel Marguerite Barka samt sonson till Allan Österlind. Han studerade målning för sin far och arbetade huvudsakligen med landskapsmålningar utförda i gouache eller akvarell. Han debuterade med en utställning på Galerie Drovant i Paris 1937 som mottogs mycket välvilligt av de franska konstkritikerna, därefter medverkade han i några samlingsutställningar i Frankrike.